# 1984年體育
1984年重要國際體育賽事包括：
- 第二十三屆夏季奧林匹克運動會；7月28日至8月12日於美國洛杉磯舉行

## 大事記

### 7月至9月
- 7月28日——第二十三屆夏季奧林匹克運動會於美國洛杉磯揭幕。
- 7月29日——許海峰奪得第二十三屆奧運會第一枚金牌，也是中華人民共和國參加奧運會以來首枚金牌，開創出中國奧運“零的突破”。

### 10月至12月
- 12月1日至16日——第8届亚洲杯足球赛在新加坡举行。决赛中，首次参赛的沙特阿拉伯以2–0击败中国获得冠军。另一方面，本届赛事是亚洲杯举办以来首次设立包括“最佳球员”等多个奖项。

## 綜合運動會
- 7月28日至8月12日：夏季奧林匹克運動會

獎牌榜（只列出頭5名最佳成績隊伍）
| 名次 | 國家     | 金牌： | 银牌： | 铜牌： | 總數 |
| 1    | 美國     | 83     | 61     | 30     | 174  |
| 2    | 羅馬尼亞 | 20     | 16     | 17     | 53   |
| 3    | 西德     | 17     | 19     | 23     | 59   |
| 4    | 中國     | 15     | 8      | 9      | 32   |
| 5    | 意大利   | 14     | 6      | 12     | 32   |

## 足球
主條目：1984年足球

## 出生
- 2月2日——胡金龍，是一名台灣棒球選手。